# Министерство иностранных дел Бутана
В 1968 году Королевское правительство Бутана основало Министерство Развития (англ. The Development Ministry), которое было предшественником учреждённого в 1970 году Департамента иностранных дел. В 1972 году департамент был преобразован в Министерство иностранных дел. Возглавляется Министром иностранных дел Бутана.
Бутан установил дипломатические отношения с 21 страной и Европейским союзом.
Департаменты министерства:
- Департамент двусторонних отношений (англ. Bilateral Department)
- Департамент многосторонних отношений (англ. Multilateral Department)
- Протокольный департамент (англ. Protocol Department)
- Департамент политического планирования (англ. Policy Planning Division)
- Департамент управления и финансов (англ. Administration and Finance Division)